# Carabine militaire
Pour les articles homonymes, voir Carabine.

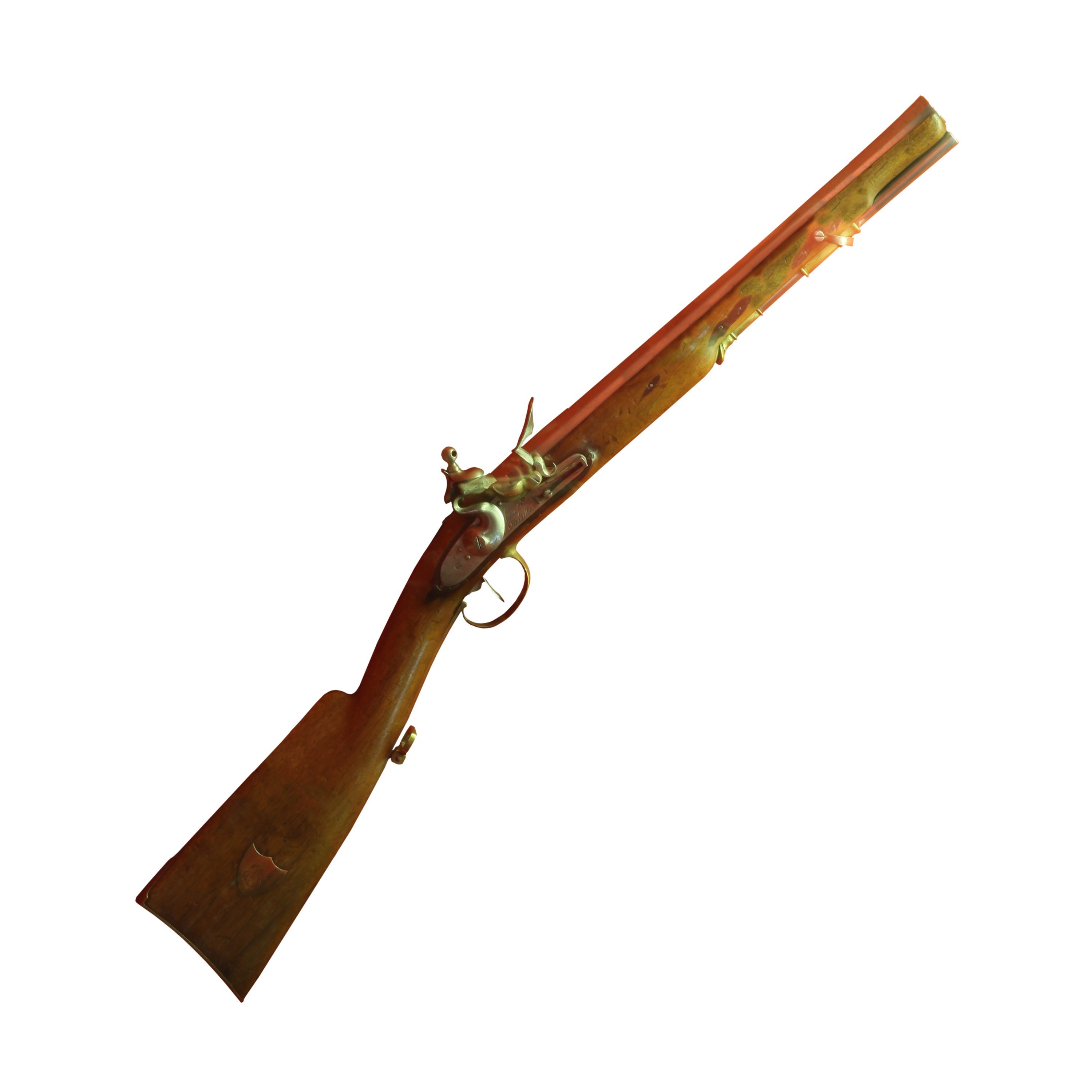
Carabine à silex, modèle 1793

Une carabine militaire est une arme à feu d'épaule avec crosse et dont le canon long a le plus souvent une âme (intérieur du canon) rayée en forme de spirale.  Chez les militaires, depuis le XVIIe siècle au moins, le terme carabine désigne une arme de dimensions, de puissance et de portée réduites par rapport à celles des fusils militaires.

## Mécanismes

### À bascule
Dans une carabine à bascule, le canon se désolidarise de la culasse et de la platine (arme) du système de percussion en le basculant d'un bloc vers l'avant, selon un axe perpendiculaire au plan de l'arme. La cartouche est insérée à l’arrière du canon qui est ensuite ramené en place.
Il s’agit d’un mécanisme ancien, sécuritaire, et très fiable. 
Aujourd’hui, pour les carabines, ce mécanisme n’est pas très populaire, la limitation obligatoire à un ou deux coups en limitant de beaucoup l’aspect pratique. Les mécanismes à bascule se trouvent généralement sur des armes bon marché ou pour collectionneurs. Ce type de carabine n’est pas prisé pour la chasse ou pour les activités militaires où on leur préfère des mécanismes à répétition.

### À levier
Apparu au XIXe siècle, le mécanisme à levier est le plus ancien mécanisme de répétition sur les carabines.
Dans ce mécanisme, l’éjection de l'étui vide et le chargement d’une nouvelle cartouche se fait en actionnant un levier situé derrière le pontet. Avec un peu d’entraînement, le levier peut être actionné en utilisant uniquement le pouce et bougeant peu le reste de la main, ce qui en fait un mécanisme relativement rapide.
Très populaire au cours du XIXe siècle dans le milieu civil, il a graduellement perdu du terrain pendant le XXe siècle au profit du mécanisme à verrou. Bien qu'offrant une puissance de feu bien supérieure au fusil à chargement par la gueule employé dans les armées du XIXe siècle, il n'y a pas été déployé. Le poids de la tradition explique avant toute chose l'absence de ces armes dans les arsenaux militaires. Certes, l'arme présentait une portée plus courte, coûtait également plus cher et avait tendance à laisser pénétrer des corps étrangers, mais la contenance de son magasin et sa cadence de tir étaient incomparablement plus élevés. Les généraux qui craignaient que leurs troupes ne deviennent pleutres et rechignent aux affrontements au corps à corps ne l'envisagèrent pas pour équiper leurs troupes.

### À verrou

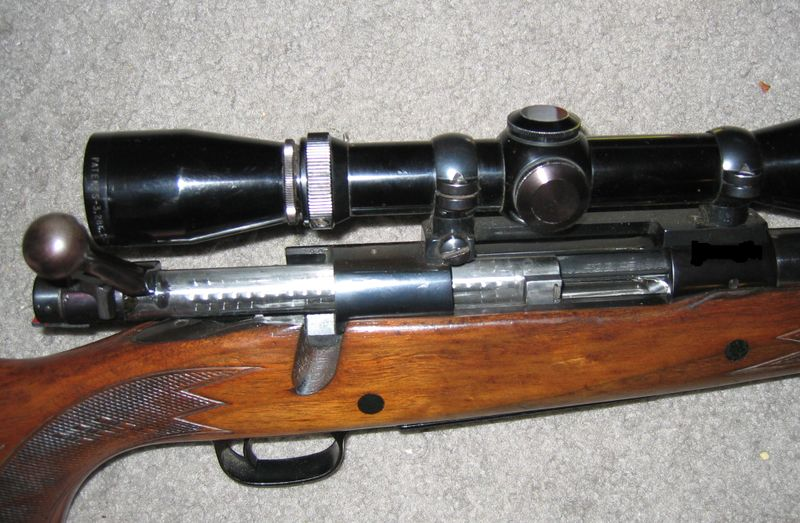
Verrou à demi ouvert sur une carabine Winchester Model 70.

Dans le mécanisme à verrou, l'extraction de l'étui  vide est effectuée en actionnant un verrou, à l'aide d'un court levier, d'un mouvement de rotation vertical suivi d'un mouvement vers l'arrière. Le chargement d'une nouvelle cartouche se fait en effectuant le mouvement inverse dans le cas d'une arme avec chargeur ; pour une arme sans chargeur, ou si le chargeur est vide, l'introduction de la nouvelle cartouche se fait manuellement, et la fermeture de la culasse se fait en actionnant le verrou.
Le principal désavantage de ce mécanisme est sa relative lenteur. Il s'agit du mécanisme à répétition le plus lent. Cependant, il a l'avantage d'offrir un tir extrêmement précis, est capable de soutenir des charges puissantes et sa simplicité mécanique en fait un mécanisme d'une grande fiabilité facile à entretenir. Pour ces raisons, le mécanisme à verrou a longtemps été utilisé sur les fusils et carabines militaires, l'avènement des armes semi-automatiques et automatiques survenant lors de la Seconde Guerre mondiale. 

### Semi-automatique
Dans une carabine semi-automatique, l'action d'éjection de l'étui et le chargement d'une nouvelle cartouche s'effectuent par la diversion d'une partie des gaz de la détonation vers le mécanisme. Le mécanisme est essentiellement actionné par les gaz et aucune action n'est donc nécessaire de la part du tireur. La détente doit être relâchée entre chaque tir.
Ce mécanisme présente l'avantage majeur d'assurer une cadence de tir très rapide. Il présente néanmoins deux inconvénients majeurs. Le premier, et le plus important, est qu'il s'agit du mécanisme le moins fiable. Il a tendance à s'enrayer plus souvent que les autres, notamment en présence de poussières ou saletés, par temps froid, et assurément en cas de munition défectueuse. Son deuxième désavantage est que de tous les mécanismes de carabine, il s'agit de celui offrant le tir le moins précis. L'action des gaz sur le mécanisme débutant avant que le projectile ait quitté le canon, cela provoque des vibrations dans l'arme occasionnant une diminution de la précision de tir.
En raison de ses inconvénients, la carabine semi-automatique demeure relativement peu populaire auprès des chasseurs et tireurs sportifs, pour qui la fiabilité et la précision sont d'une importance plus grande que la cadence de tir. 
On en retrouve en revanche un certain nombre dans le milieu civil, que ce soit dans les services de police et d'intervention ou pour le tir de loisir ou l'auto-défense. Ces carabines tirent généralement des munitions d'arme de poing, elles sont souvent des versions de pistolet mitrailleur bridées en tir semi-automatique et fréquemment dotées d'un canon rallongé.

### Automatique
Les carabines automatiques sont des armes spécifiquement militaires. Les carabines automatiques contemporaines sont souvent des fusils d'assaut raccourcis.

## Usages

### Tir aux armes réglementaires
En France le tir pratiqué avec une carabine ou un fusil militaire est une nouvelle discipline, le Tir aux armes réglementaires. 
Ces armes sont désormais classées en catégorie C s'il s'agit d'armes longues à 1 coup, à répétition manuelle ou semi-automatiques limitées à 3 coups, ou en catégorie B s'il s'agit d'armes de poing ou de toutes armes à répétition automatique (de plus de 3 coups pour les armes longues). Seuls 7 calibres considérés comme "Calibre de guerre", dont le très connu 7,62 x 39 des Kalachnikovs, les .223 NATO des FAMAS et M16, le 12,7 x 99 (.50 BMG) des mitrailleuses M2, etc. sont toujours classés séparément.

### Militaire
Il existe des carabines militaires modernes comme par exemple le Colt M4

## Aspects légaux

### France
En France, le critère « armes de loisir » provient d'une puissance inférieure ou égale à 20 joules. Elles sont en vente libre pour les personnes de plus de 18 ans, contrairement aux fusils plus puissants pour lesquels un permis de chasse ou une licence de tir en plus de la carte d'identité sont demandés.

## Modèles de carabines
Allemagne
- Karabiner 98k
- HK USC

Canada
- Diemaco C8

États-Unis
- Carabine M1
- Colt M4 et M4A1
- Magpul Massada

France
- Ultima Ratio
- Hecate 2
- Mini-Hécate
- PGM 338
- Ludis

Italie
- Beretta Cx4

Russie
- SKS
- AKS-74U
- AK-102,104,105

Suisse
- Mousqueton 31
- Zfk55
- SIG-551
- SIG-552

Yougoslavie
- Carabine M59